# Lola Fischel
Lola Fischel geborene Potok (geboren 7. März 1914 in Sosnowitz; gestorben 18. März 2009 in Hannover) war eine Zahnärztin und Überlebende des Holocaust.

## Leben

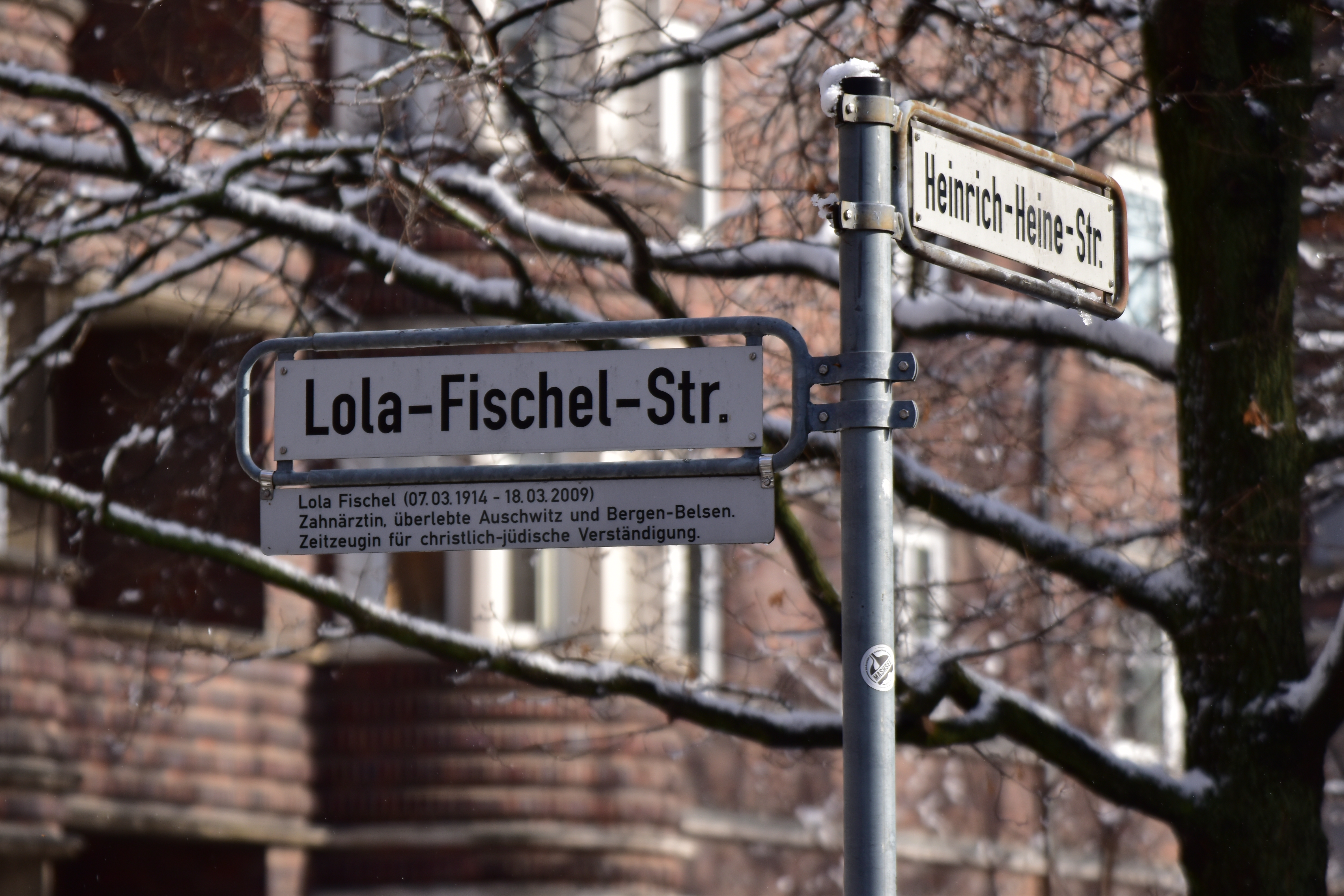
Lola-Fischel-Straße

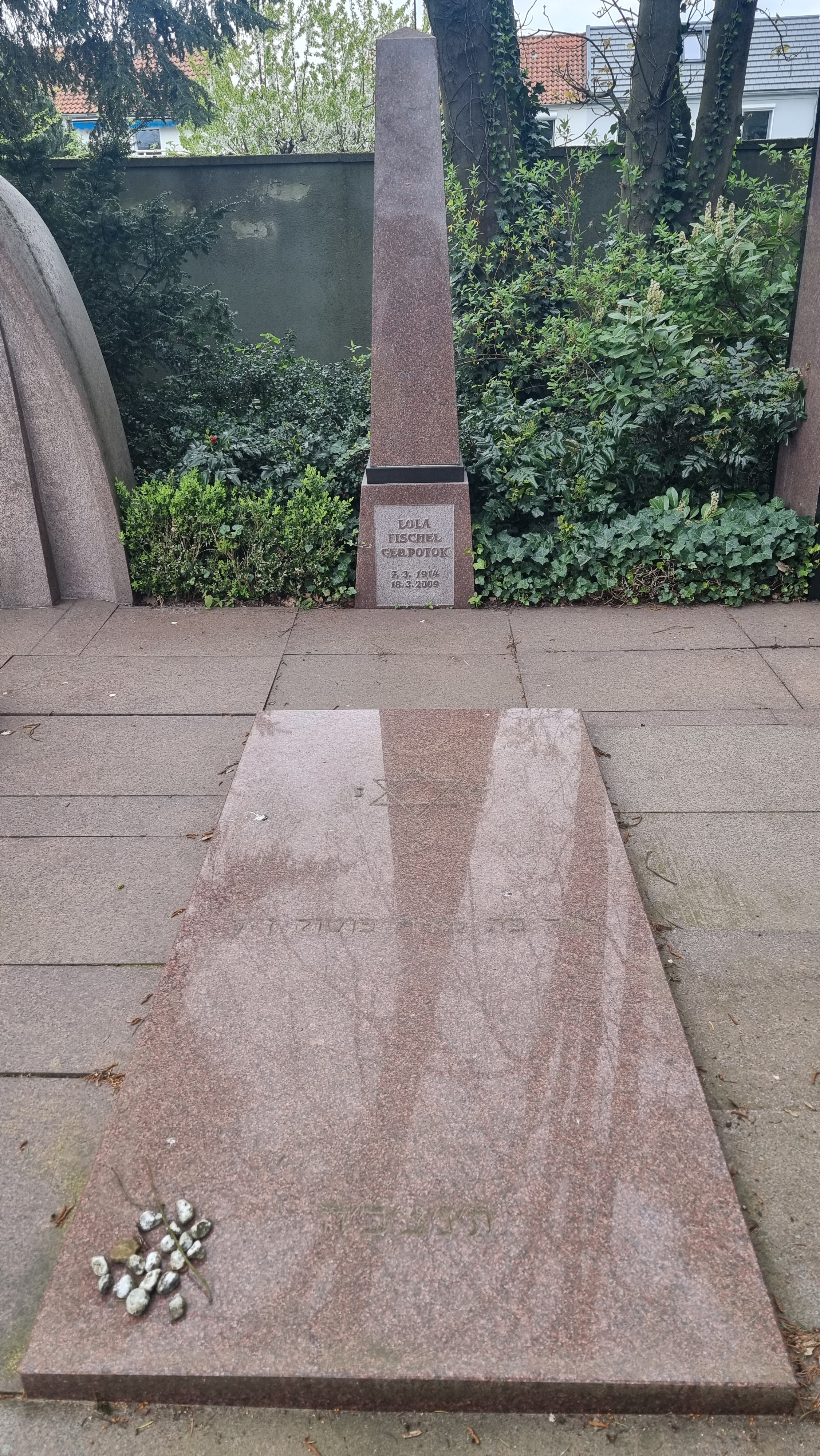
Fischels Grabmal auf dem Jüdischen Friedhof Bothfeld

Lola Potok wurde im August 1943 in das Vernichtungslager Auschwitz deportiert, das sie gemeinsam mit ihrem Bruder überlebte. Die anderen Mitglieder ihrer Familie wurden in den Lagern Bergen-Belsen und Auschwitz ermordet. Im Lager Bergen-Belsen wurde sie gezwungen, in ihrem Beruf als Zahnärztin zu arbeiten und eine Zahnambulanz für die Insassen zu organisieren. Gleich nach ihrer Befreiung in Bergen-Belsen im April 1945 traf sie ihren späteren Ehemann Siegmund Fischel, einen Hannoveraner. Er war sehr krank durch die Lagerhaft in Auschwitz und anderen Lagern und konnte wegen seines Gesundheitszustandes nicht nach Israel auswandern. Sie beschlossen, in seiner Heimatstadt zu leben und eine Zahnarztpraxis aufzubauen. Die gemeinsame Praxis bestand bis 1965 in Groß-Buchholz in der Podbielskistraße. Seit Mitte der 1970er Jahre wurde die Praxis von ihr und Sohn Marek weitergeführt. In Hannover übernahm sie Aufgaben in der Deutsch-Israelischen Gesellschaft und in der Gesellschaft für christlich-jüdische Zusammenarbeit.
Beim Besuch des US-amerikanischen Präsidenten Ronald Reagan 1985 im KZ Bergen-Belsen war sie Rednerin.

## Ehrungen
- 1985: Lola-Fischel-Haus, Hannover-Bult, Haeckelstraße, einziges jüdisches Seniorenheim in Niedersachsen
- 1989: Plakette für Verdienste um die Landeshauptstadt Hannover
- 1997: Niedersächsische Landesmedaille
- 2016: Lola-Fischel-Straße in Hannover-Südstadt (bis September 2016: Sohnreystraße)[2]